# Terre Haute
Terre Haute é uma cidade localizada no estado americano de Indiana, no Condado de Vigo.

## Demografia
Segundo o censo americano de 2000, a sua população era de 59.614 habitantes.
Em 2006, foi estimada uma população de 57.259, um decréscimo de 2355 (-4.0%).

## Geografia
De acordo com o United States Census Bureau tem uma área de 83,1 km², dos quais 80,9 km² cobertos por terra e 2,2 km² cobertos por água. Terre Haute localiza-se a aproximadamente 149 m acima do nível do mar.
Terre Haute é banhada pelo rio Wabash, o mais importante do estado de Indiana.

## Localidades na vizinhança
O diagrama seguinte representa as localidades num raio de 20 km ao redor de Terre Haute.